# Polyura narcaeus

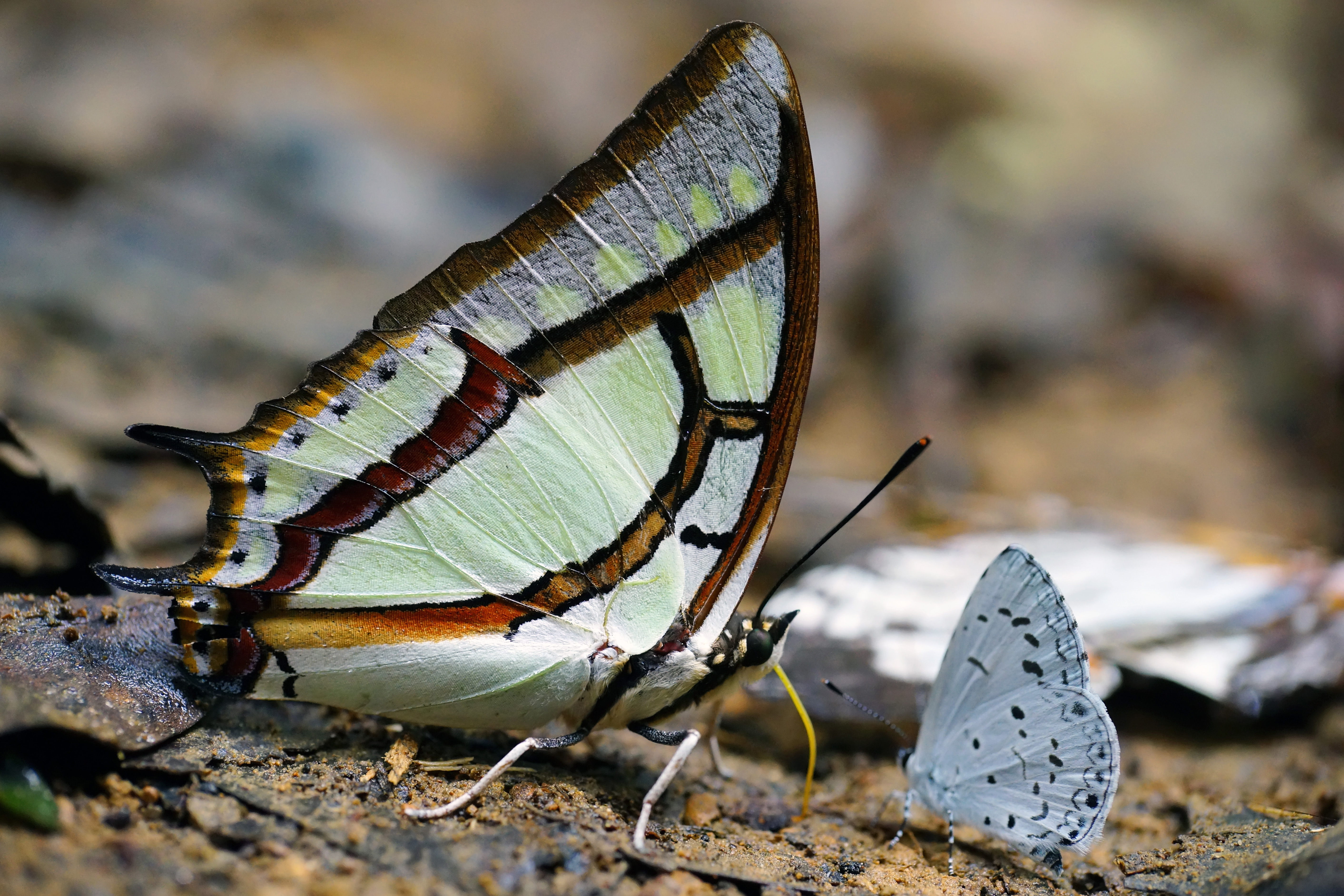
Flügelunterseite und Größenvergleich zu Acytolepis puspa

Polyura narcaeus (Synonym: Charaxes narcaeus) ist ein in Asien vorkommender Schmetterling aus der Familie der Edelfalter (Nymphalidae).

## Merkmale

### Falter
Die Vorderflügelspannweite variiert bei den Männchen zwischen 31 und 43, bei den Weibchen zwischen 40 und 49 Millimetern. Zwischen den Geschlechtern besteht kein Sexualdimorphismus, Männchen und Weibchen zeigen nahezu identische Zeichnungselemente. Die Grundfarbe auf den Flügeloberseiten ist milchig weiß. Je nach Lichteinfall schimmern sie schwach grünlich, bläulich oder gelblich. Sämtliche Randbereiche sind schwarzbraun gefärbt. Auf der Submarginalregion  befindet sich ein weißes Fleckenband, das in Richtung der Postdiskalregion von einer breiten schwarzen Linie begrenzt wird. Die Zelle ist von schwarzen Linien eingefasst, deren untere in Richtung Submarginalregion verlängert ist, diese jedoch nicht immer erreicht. Am Analwinkel der Hinterflügel heben sich ein rötlicher Augenfleck sowie zwei Schwanzfortsätze ab. Die Flügelunterseiten schimmern in silberweißen, gelbgrünen oder schwach türkisfarbenen Tönungen. Die Linienzeichnung ist  ausgeprägter und deutlicher als auf den Oberseiten.

### Ähnliche Arten
Polyura eudamippus fehlt die untere Linienzeichnung der Zelle sowie der rötliche Augenfleck am Analwinkel.

## Verbreitung, Unterarten und Lebensraum

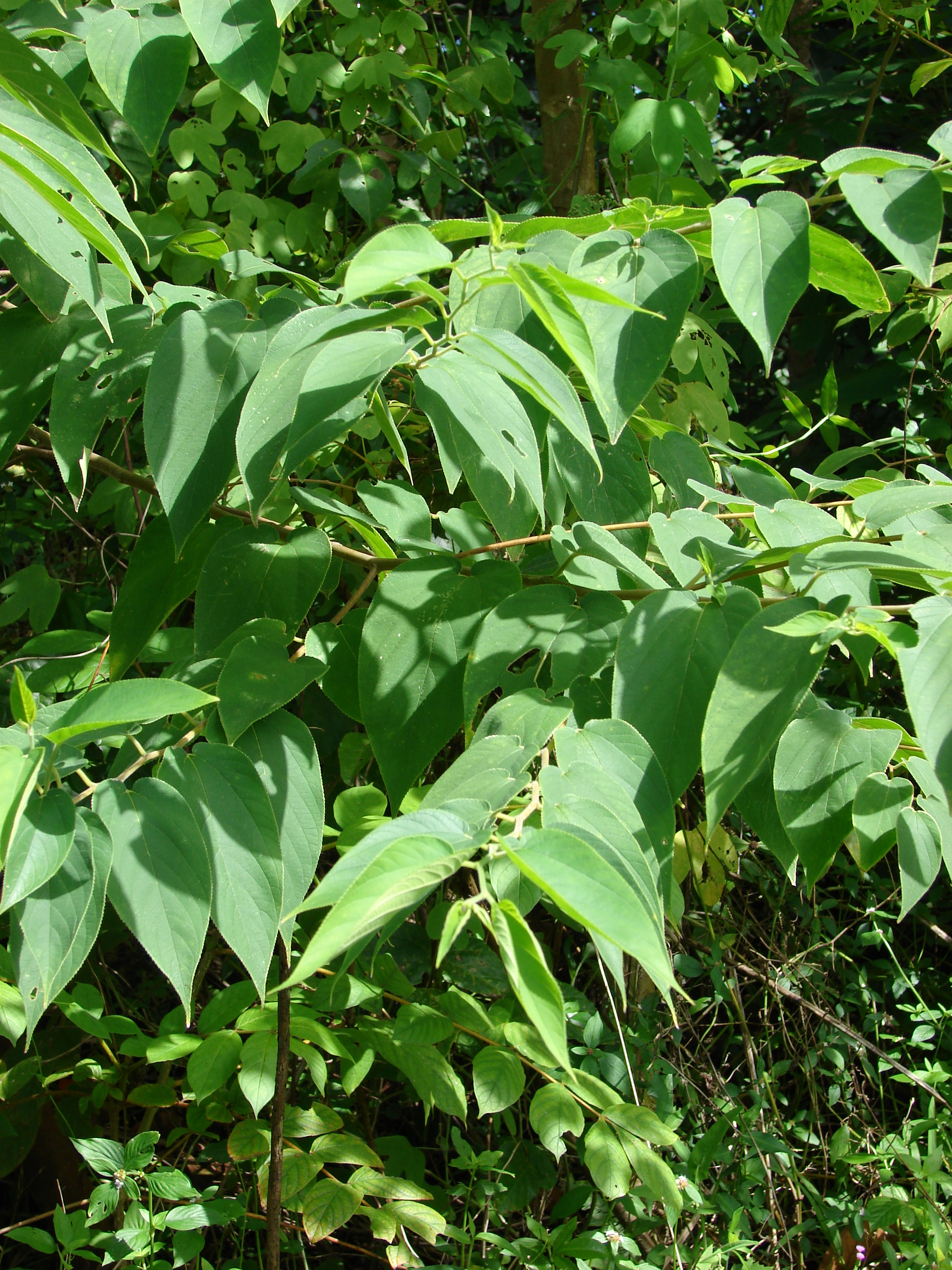
Trema orientalis, eine Nahrungspflanze der Raupen

Die Art kommt in Indien, Myanmar, Thailand, Laos, Tibet, Vietnam und Südostchina vor. In den verschiedenen Vorkommensgebieten werden derzeit sechs Unterarten klassifiziert. Polyura narcaeus besiedelt bevorzugt immergrüne Laubwälder. Die Höhenverbreitung reicht in Lagen von bis zu 2450 Metern.

## Lebensweise
Die Falter fliegen in zwei Generationen im Jahr. Sie saugen zuweilen am Boden an feuchten Erdstellen, um Flüssigkeiten sowie Mineralstoffe aufzunehmen. Die Raupen ernähren sich von den Blättern der Trema orientalis, einer zu den Hanfgewächsen (Cannabaceae) zählenden Pflanze sowie von den Blättern von Zürgelbäumen (Celtis) oder Pithecellobium- und Prunus-Arten.